# Olympia (marque)
Pour les articles homonymes, voir Olympia.
Olympia est une marque française de chaussettes. Créée en 1932, leader de son marché et sur le plan quantitatif, elle est associée au succès de la bonneterie qu'a connu la ville de Troyes jusqu'au milieu du XXe siècle. La marque appartient à Tricotage des Vosges.

## Histoire
C'est l'entreprise familiale Jacquemard, installée en 1918 à Romilly-sur-Seine, qui donne naissance en 1932 à la marque Olympia pour sa gamme de chaussettes qui sera inspirée par les Jeux olympiques de cette même année.
En 1963, la création des premiers hypermarchés en France permettra à la marque d’accroître son chiffre d'affaires. À cette époque, l'usine de Romilly-sur-Seine devient le premier employeur local, avec jusqu'à 1 200 ouvriers pour un chiffre d'affaires de 60 à 70 000 000 €, d'importants bénéfices et 30 000 000 de paires de chaussettes produites dans les ateliers chaque année. 
Cette réussite s'arrête lorsque Carrefour, puis ses concurrents s'engagent dans une lutte acharnée dans le marché de la grande distribution. Les appels d'offres sont par conséquent devenus internationaux avec comme priorité le low cost, ce qui exclut Olympia et son concurrent Kindy. L'entreprise devient victime de plusieurs plans sociaux. En 2005, l'effectif est réduit à 297 personnes avec une production délocalisée en Roumanie, en Turquie, en Italie et au Portugal. Le 24 novembre 2009, l'entreprise est placée en redressement judiciaire. En mai 2010, l’entreprise est reprise par Tricotage des Vosges. Les 98 derniers employés licenciés réclament entre 12 et 48 mois de salaires d'indemnités supplémentaires. Ils sont déboutés par le conseil de prud'hommes de Troyes en 2011.
À la suite de son rachat par la société Tricotage des Vosges, un tiers de la production est rapatrié en France, dans l’usine Tricotage des Vosges de Vagney. Ces chaussettes de qualité pour homme et femme sont labellisées « Made in France ». Le reste de la production est tricoté en Europe par des fabricants choisis pour la régularité et la qualité de leur travail, afin de maintenir des prix serrés. Ces chaussettes de moyenne gamme sont labellisées « Made in Europe ». Aucun produit n’est importé d’Asie ou de Turquie.
Ancré dans l’histoire locale, le site historique de Romilly (12 000 m2) a été conservé et transformé en plateforme logistique, gérant les approvisionnements en produits finis et leur expédition vers 3 000 clients de la grande distribution et une boutique de vente a été ouverte sur place. La gestion des sept autres magasins d’usine implantés dans l’Aube, l’Est de la France, le Nord, le Sud-Est et la région parisienne est également basée à Romilly.